# Io non sono razzista ma...
Io non sono razzista ma... è un singolo del rapper italiano Willie Peyote, pubblicato il 27 novembre 2015 come unico estratto dal secondo album in studio Educazione sabauda.

## Descrizione
Decima traccia del disco, il brano tratta in maniera ironica il tema dell'immigrazione e i luoghi comuni sugli stranieri che affollano la rete sociale, i quotidiani e la campagna elettorale di molti politici. Attraverso ciò, il rapper si prende gioco delle frasi fatte e degli slogan relativi ai flussi migratori e all'accoglienza al fine di rivelare l'ipocrisia e il razzismo che si celano dietro alcune prese di posizione di certe persone.

## Video musicale
Il video, diretto da Stefano Carena e girato sull'isola di Lampedusa, è stato reso disponibile il 5 ottobre 2016 attraverso il canale YouTube del rapper.

## Formazione
- Willie Peyote – voce
- Frank Sativa – produzione
- Adriano Vecchio – chitarra, basso, ukulele, mandolino